# Sumuragung (Sumberejo)
Sumuragung is een bestuurslaag in het regentschap Bojonegoro van de provincie Oost-Java, Indonesië. Sumuragung telt 4905 inwoners (volkstelling 2010).